# Jan Schmid
Jan Andreas Schmid (Trondheim, 24 novembre 1983) è un ex combinatista nordico svizzero naturalizzato norvegese.
Fino alla stagione 2005-2006 ha gareggiato per i colori elvetici, per poi passare dalla stagione seguente alla nazionale norvegese.
È fratello di Tommy, a sua volta combinatista nordico di alto livello.

## Biografia
Jan Schmid ottiene il suo primo risultato di rilievo il 1º dicembre 2001 a Vuokatti in Finlandia piazzandosi 24º in una Gundersen valida ai fini della Coppa del Mondo B. Nello stesso mese esordisce anche in Coppa del Mondo disputando a Oberwiesenthal in Germania in una gara sprint dove conclude 32º. Ha preso parte anche ad alcune gare di salto con gli sci, tra cui la XXII Universiade invernale di Innsbruck nel 2005.
Dopo alcune stagioni interlocutorie nel 2009 compie il salto di qualità vincendo due medaglie, un argento nell'individuale HS100/10 km tecnica libera e un bronzo nella gara a squadre HS134/staffetta 4x5 km a tecnica libera, ai Mondiali di Liberec nella Repubblica Ceca. Due anni dopo nell'edizione di Oslo 2011 vince due bronzi nelle gare a squadre HS 106/staffetta 4x5 km e HS134/staffetta 4x5 km, mentre ai Mondiali di Falun 2015 si è classificato 31º sia nel trampolino normale, sia nel trampolino lungo.
Ai XXIII Giochi olimpici invernali di Pyeongchang 2018 ha vinto la medaglia d'argento nella gara a squadre e si è classificato 25º nel trampolino normale e 11º nel trampolino lungo; nella stagione successiva ai Mondiali di Seefeld in Tirol ha vinto la medaglia d'oro nella gara a squadre dal trampolino normale, quella medaglia d'argento nel trampolino lungo e nella sprint a squadre dal trampolino lungo ed è stato 21º nel trampolino normale.

## Palmarès

### Olimpiadi
- 1 medaglia:
  - 1 argento (gara a squadre a Pyeongchang 2018)

### Mondiali
- 7 medaglie:
  - 1 oro (gara a squadre dal trampolino normale a Seefeld in Tirol 2019)
  - 3 argenti (individuale a Liberec 2009; trampolino lungo, sprint a squadre dal trampolino lungo a Seefeld in Tirol 2019)
  - 3 bronzi (gara a squadre a Liberec 2009; gare a squadre dal trampolino normale, gara a squadre dal trampolino lungo a Oslo 2011)

### Coppa del Mondo
- Miglior piazzamento in classifica generale: 7º nel 2009 e nel 2015
- 37 podi (23 individuali, 14 a squadre):
  - 14 vittorie (5 individuali, 9 a squadre)
  - 13 secondi posti (10 individuali, 3 a squadre)
  - 10 terzi posti (8 individuali, 2 a squadre)

#### Coppa del Mondo - vittorie
| Data             | Località            | Nazione   | Trampolino                  | Spec.                                                                 |
| ---------------- | ------------------- | --------- | --------------------------- | --------------------------------------------------------------------- |
| 13 marzo 2010    | Oslo                | Norvegia  | Holmenkollen HS123          | T LH/4x5 km (con Petter Tande, Mikko Kokslien e Magnus Moan)          |
| 14 gennaio 2011  | Seefeld in Tirol    | Austria   | Toni Seelos HS109           | T NH/4x5 km (con Magnus Moan, Håvard Klemetsen e Mikko Kokslien)      |
| 10 dicembre 2011 | Ramsau am Dachstein | Austria   | W90-Mattensprunganlage HS98 | IN NH/10 km                                                           |
| 7 gennaio 2012   | Oberstdorf          | Germania  | Schattenberg HS137          | T LH/4x5 km (con Magnus Moan, Mikko Kokslien e Jørgen Graabak)        |
| 3 marzo 2012     | Lahti               | Finlandia | Salpausselkä HS130          | IN LH/10 km                                                           |
| 20 dicembre 2014 | Ramsau am Dachstein | Austria   | W90-Mattensprunganlage HS98 | T NH/4x5 km (con Mikko Kokslien, Håvard Klemetsen e Jørgen Graabak)   |
| 31 gennaio 2015  | Val di Fiemme       | Italia    | Giuseppe Dal Ben HS134      | T SP LH/2x7,5 km (con Jørgen Graabak)                                 |
| 4 marzo 2016     | Schonach            | Germania  | Langenwaldschanze HS106     | T NH/4x5 km (con Magnus Moan, Magnus Krog e Jørgen Graabak)           |
| 2 dicembre 2017  | Lillehammer         | Norvegia  | Lysgårdsbakken HS100        | T NH/4x5 km (con Espen Andersen, Jarl Magnus Riiber e Jørgen Graabak) |
| 14 gennaio 2018  | Val di Fiemme       | Italia    | Giuseppe Dal Ben HS135      | IN LH/10 km                                                           |
| 20 gennaio 2018  | Chaux-Neuve         | Francia   | La Côté Feuillée HS118      | IN LH/10 km                                                           |
| 21 gennaio 2018  | Chaux-Neuve         | Francia   | La Côté Feuillée HS118      | T NH/4x5 km (con Espen Andersen, Jarl Magnus Riiber e Jørgen Graabak) |
| 4 febbraio 2018  | Hakuba              | Giappone  | Hakuba HS134                | IN LH/10 km                                                           |
| 12 gennaio 2019  | Val di Fiemme       | Italia    | Giuseppe Dal Ben HS135      | T SP LH/2x7,5 km (con Jørgen Graabak)                                 |

Legenda:

IN = individuale Gundersen

SP = sprint

T = gara a squadre

NH = trampolino normale

LH = trampolino lungo